# Bötsletjärnen
Bötsletjärnen är en sjö i Härnösands kommun i Ångermanland och ingår i Ångermanälven-Gådeåns kustområde. Sjön har en area på 0,127 kvadratkilometer och ligger 61 meter över havet.

## Delavrinningsområde
Bötsletjärnen ingår i det delavrinningsområde (695820-160148) som SMHI kallar för Utloppet av Bötsletjärnen. Medelhöjden är 122 meter över havet och ytan är 5,92 kvadratkilometer. Det finns inga avrinningsområden uppströms utan avrinningsområdet är högsta punkten. Vattendraget som avvattnar avrinningsområdet har biflödesordning 2, vilket innebär att vattnet flödar genom totalt 2 vattendrag innan det når havet efter 5,6 kilometer. Avrinningsområdet består mestadels av skog (79 procent). Avrinningsområdet har 0,12 kvadratkilometer vattenytor vilket ger det en sjöprocent på 2 procent.